# Oncometopia alpha
Oncometopia alpha är en insektsart som beskrevs av Fowler 1899. Oncometopia alpha ingår i släktet Oncometopia och familjen dvärgstritar. Inga underarter finns listade i Catalogue of Life.